# کنکیچی ایواساوا
کنکیچی ایواساوا (岩澤 健吉؛ ۱۱ سپتامبر ۱۹۱۷ – ۲۶ اکتبر ۱۹۹۸) دانشمند در زمینه نظریه اعداد اهل ژاپن بود. او استاد دانشگاه MIT بود.
وی همچنین برندهٔ جوایزی همچون کمک‌هزینه گوگنهایم شده‌است.